# Coracina ingens
Coracina ingens là một loài chim trong họ Campephagidae.